# Liste der Bischöfe von Leitomischl
Das in Ostböhmen liegende Bistum Leitomischl wurde 1344 als Suffragandiözese des im selben Jahr erhobenen Erzbistums Prag gegründet, das gleichzeitig Kirchenprovinz für Böhmen und Mähren wurde.

## Die folgenden Personen waren Bischöfe des Bistums Litomyšl
- 1344–1353 Johannes I.
- 1353–1364 Johannes II. von Neumarkt (*)
- 1364–1368 Albrecht von Sternberg
- 1368–1371 Peter Jelito (auch: Peter Gelyto auch: Peter Wurst)
- 1371–1380 Albrecht von Sternberg
- 1379–1387 Heinrich Kluk von Klučov (Gegenbischof)
- 1380–1387 Johannes III. Soběslav
- 1388–1418 Johannes IV. von Bucca, der Eiserne
- 1420–1442 Albrecht von Březí (1416–1418 Elekt von Olmütz)
- 1441–1449 Matthias Kučka
- 1453–1446 Beneš von Zwittau (Administrator)
- 1462 Elias von Neuhaus (Administrator)
- 1474 Johannes Bavor
- 1478–1492 Elias von Neuhaus (Administrator)
- 1552 Lukas (Administrator)
- 1554 Wolfgang (Administrator)

(*): Während des Episkopats Johannes’ von Neumarkt ist dessen Bruder Mathias als Weihbischof belegt.